# Valdampierre
Valdampierre è un comune francese di 902 abitanti situato nel dipartimento dell'Oise, nella regione dell'Alta Francia.

## Società

### Evoluzione demografica
Abitanti censiti